# Lika
 For alternative betydninger, se Lika (flertydig). (Se også artikler, som begynder med Lika)
Lika er en historisk-geografisk region i bjergområderne i Centralkroatien. De største byer i området er Gospić, Otočac, Gračac og Korenica. Regionen har et areal på 5.350 km², og har ca. 51.022 indbyggere (2011). Likas territorium deles af distrikterne Lika-Senj, Zadar og Šibenik-Knin.
Lika er tyndt bebygget og har ikke meget infrastruktur. En ny investering efter jugoslavienskrigene er en del af motorvejen fra Zagreb til Split, men på grund af befolkningsmangel er der få virksomheder der gør brug  af denne investering, i form af etablering af fabrikker og arbejdspladser. Store områder af Lika er græsningsarealer. Befolkningen var hovedsageligt serbisk. En del af Lika var under Den kroatiske selvstændighedskrig kontrolleret af Krajina. Under Operation Storm blev hovedparten af den serbiske befolkning fordrevet, og de få ældre som blev tilbage blev skudt  af kroatiske styrker. I dag  er befolkningstallet meget lavt, og mesteparten af de dyrkbare områder er for det meste gengroet.
Nationalparken Plitvicesøerne der også er på på UNESCOs Verdensarvsliste ligger i området.  Regionen Lika har  navn efter floden Lika.